# Tamayo (República Dominicana)
Tamayo es un municipio de la República Dominicana, que está situado en la Provincia de Bahoruco.

## Geografía
Tamayo se encuentra en la parte este del valle de Neiba, en la orilla occidental del río Yaque del Sur.

## Límites
Municipios limítrofes:
|                       | Norte: Vallejuelo, San Juan y Azua |                     |
| Oeste: Galván y Neiba |                                    | Este: Vicente Noble |
|                       | Sur: Cristóbal y El Peñón          |                     |

## Distritos municipales
Está formado por los distritos municipales de:
| Nombre             | Código   |
| ------------------ | -------- |
| Tamayo             | 06030301 |
| Uvilla             | 06030302 |
| Santana            | 06030303 |
| Monserrate         | 06030304 |
| Cabeza de Toro     | 06030305 |
| Mena               | 06030306 |
| Santa Bárbara El 6 | 06030307 |

### Clima
Tiene un clima desértico (BWhw en la clasificación climática de Köppen), con precipitaciones inferiores a los 350 mm de lluvias anuales y una temperatura media anual de 29 °C.

## Demografía
Según el Censo de Población y Vivienda del año 2002, el municipio tiene una población total de 9.895 habitantes, de los cuales 5.214 eran hombres y 4.681 mujeres. La población urbana del municipio era del 66,79%.

## Historia
Estas tierras fueron pobladas a lo largo del siglo XVIII por familias llegadas de Cambronal (hoy Galván), Jarabacoa, Neiba, Azua y El Cercado. El lugar donde se ubicaron, a orillas del río Yaque del Sur, recibió el nombre de «Hatico».
En el año 1908, con el paso de un gran huracán por la isla, el río Yaque del Sur creció e inundó los terrenos de Hatico, destruyendo este poblado. Fue la inundación más grande de la que se tiene noticias; pasadas las inundaciones comenzó a repoblarse el lugar con personas de distintas partes del país.
La primera casa de madera en Hatico la construyó el general Joaquín Campos y la segunda casa era de la señora María Antonia Gómez. En ella funcionó la primera escuela que hubo en el lugar, de la que fuera maestra la misma María Antonia Gómez, cuyo nombre lleva el liceo del municipio en la actualidad.
Hatico fue elevado a la categoría de común (municipio) el 10 de marzo de 1943, otorgándosele el nombre actual de Tamayo en memoria de un líder indígena.

## Economía
Tamayo es una de las zonas agrícolas donde se registra la mayor producción de plátanos, sobre todo de los célebres plátanos barahoneros, denominados así porque, en la división administrativa del sector agropecuario, el municipio pertenece a la región agrícola de Barahona.
Al igual que el municipio de Vicente Noble, la vida económica de Tamayo se ha dinamizado más en los últimos tiempos, debido a las remesas que envían cientos de los nativos que emigraron a Europa a finales de la década de los ochenta, especialmente a España.

## Cultura

### Educación
En el municipio funcionan unas dieciocho escuelas básicas, la mayoría con tanda extendida y dos liceos de educación secundaria.

### Salud
Siete clínicas rurales y un hospital municipal conforman la infraestructura física en salud con que cuenta el municipio de Tamayo. Como en otros municipios vecinos, los casos que requieren atención médica especializada son enviados al Hospital Regional Universitario Jaime Mota, ubicado en la ciudad de Barahona.

### Religiosidad
San Antonio es el santo patrón de los tamayeros, quienes celebran sus fiestas patronales el día 13 de junio de cada año. Tamayo, también celebra un carnaval con comparsas y carrozas; el Día de la Cosecha, en el que se organiza una feria agropecuaria, y el aniversario de Radio Enriquillo, festividad ésta que se ha convertido en una tradición para esta comunidad y para toda la región.